# Alatoz
Alatoz er en by og kommune i det sydøstlige Spanien i provinsen Albacete. Den har et indbyggertal på 497 (2024) indbyggere.